# Moritz Karlitzek
Moritz Karlitzek (Hammelburg, 12 agosto 1996) è un pallavolista tedesco, schiacciatore dell'AZS Olsztyn.

## Carriera

### Club
La carriera di Moritz Karlitzek inizia contemporaneamente nel Hammelburg, in Dritte Liga, e nell'Olympia Kempfenhausen, in 2. Bundesliga.
Nella stagione 2014-15 passa al Coburger, in 1. Bundesliga. Nell'annata successiva si accasa al Rottenburg, dove gioca per due campionati, mentre nella stagione 2017-18 viene ingaggiato dal Rüsselsheim, sempre nella massima divisione tedesca.
Per il campionato 2019-20 si trasferisce in Italia per vestire la medaglia della Top Volley Latina, in Superlega, dove milita anche nell'annata successiva, ma con il Modena. Nella stagione 2021-22 è di scena in Francia, disputando la Ligue A con l'Arago de Sète, mentre nella stagione seguente emigra in Polonia, impegnato nella Polska Liga Siatkówki con l'AZS Olsztyn.

### Nazionale
Nel 2013 fa parte della nazionale Under-19, nel 2014 in quella Under-20 e nel 2015 in quella Under-21.
Ottiene le prime convocazioni nella nazionale maggiore nel 2015, con cui si aggiudica, nel 2017, la medaglia d'argento al campionato europeo.